# Базелга дел Бондоне (Тренто)
Базелга дел Бондоне је насеље у Италији у округу Тренто, региону Трентино-Јужни Тирол.
Према процени из 2011. у насељу је живело 469 становника. Насеље се налази на надморској висини од 564 м.